# 홍성 광경사지 석조여래좌상
홍성 광경사지 석조여래좌상(洪城 廣景寺址 石造如來坐像)은 대한민국 충청남도 홍성군에 있는 석불이다. 1984년 5월 17일 충청남도의 문화재자료 제161호로 지정되었다.

## 참고 자료
- 광경사지석불좌상 - 국가유산청 국가유산포털